# Lista do Patrimônio Mundial no Reino Unido
Esta é uma lista do Patrimônio Mundial no Reino Unido, especificamente classificada pela Organização das Nações Unidas para a Educação, a Ciência e a Cultura (UNESCO). A lista é elaborada de acordo com dez principais critérios e os pontos são julgados por especialistas na área.
O Reino Unido – incluindo os Territórios Britânicos Ultramarinos – possui 35 sítios do Patrimônio Mundial. A listagem da UNESCO contém um sítio localizado entre Inglaterra e Escócia  e compartilhado com a Alemanha (as Fronteiras do Império Romano) e outros 17 sítios inteiramente na Inglaterra, 6 na Escócia, 3 no País de Gales, 1 na Irlanda do Norte e 1 em cada um dos territórios ultramarinos de Bermudas, Gibraltar e Santa Helena. Os primeiros sítios no Reino Unido a serem inscritos na lista do Patrimônio Mundial foram: Calçada do Gigante; o Castelo e Catedral de Durham; Desfiladeiro de Ironbridge; Parque Real de Studley; Stonehenge e os Castelos e Muralhas do Rei Eduardo em Venedócia em 1986. O sítio mais recente acrescentado à lista é o Low Country, inscrito em 2024.
A constituição da Organização das Nações Unidas para a Educação, a Ciência e a Cultura (comumente referida como UNESCO) foi ratificada em 1946 por 26 nações, incluindo o Reino Unido. Sua proposta é promover a "conservação e proteção do patrimônio mundial de livros, obras de arte e monumentos de história e ciências". O Reino Unido contribui anualmente com 130 mil libras esterlinas ao Fundo do Patrimônio Mundial, que financia a preservação de sítios nos países em desenvolvimento. Algumas propriedades designadas abrangem múltiplos sítios que compartilham localização geográfica ou herança cultural comuns. 
A Comissão Nacional do Reino Unido para a UNESCO auxilia e aconselha o Governo britânico na manutenção dos Sítios do Patrimônio Mundial de acordo com as políticas relativas à UNESCO. A Comissão Nacional do Reino Unido para a UNESCO realizou uma pesquisa em 2014 sobre o Valor da UNESCO para o Reino Unido e concluiu que os sítios de Patrimônio Mundial geraram uma renda de 85 milhões de libras esterlinas de abril de 2014 a março de 2015, através de sua associação com a rede global.
Os critérios de seleção i-vi são relativos à cultura enquanto os critérios de seleção vii-x são relativos à natureza. Vinte e três propriedades são designadas como bem "cultural", quatro como "natural" e uma como "misto". A repartição dos sítios por classificação foi semelhante às proporções globais; dos 890 sites da Lista do Patrimônio Mundial, 77.4% são culturais, 19.8% são naturais e 2.8% são mistos. Saint Kilda é o único Patrimônio Mundial misto no Reino Unido. Originalmente preservado apenas por conta de seus habitats naturais, em 2005, o sítio foi expandido para incluir a comunidade que habitava o arquipélago; o sítio tornou-se um dos 25 sítios mistos em todo o mundo. Os sítios naturais são a Costa Jurássica; Calçada do Gigante; as ilhas Gonçalo Álvares e Inacessível e a Henderson. O restante dos sítios são bens culturais.
Em 2012, o Comitê do Patrimônio Mundial acrescentou o sítio Cidade Mercantil Marítima de Liverpool à Lista do Património Mundial em perigo, citando comprometimentos à integridade do traçado urbano do local. O sítio foi definitivamente removido da Lista do Patrimônio Mundial em 2021.

## Bens culturais e naturais
O Reino Unido possui atualmente os seguintes lugares declarados como Patrimônio da Humanidade pela UNESCO:
| | Parque Real de Studley com as Ruínas da Abadia de Fountains |
| Bem cultural inscrito em 1986, modificado em 2012. |                                                             |
| Localização: North Yorkshire |                                                             |
| Criado em torno das ruínas da Abadia cisterciense de Fountains e do castelo de Fountains Hall, no condado de North Yorkshire, o esplêndido conjunto paisagístico formado por uma série de jardins e canais do século XVIII, diversas plantações e perspectivas panorâmicas do século XIX e o palácio neogótico de Studley Royal, conferem a este sítio um valor excepcional. (UNESCO/BPI) |                                                             |

| | Stonehenge, Avebury e Sítios Associados |
| Bem cultural inscrito em 1986, modificado em 2008. |                                         |
| Localização: Wiltshire |                                         |
| Criado em torno das ruínas da Abadia cisterciense de Fountains e do castelo de Fountains Hall, no condado de North Yorkshire, o esplêndido conjunto paisagístico formado por uma série de jardins e canais do século XVIII, diversas plantações e perspectivas panorâmicas do século XIX e o palácio neogótico de Studley Royal, conferem a este sítio um valor excepcional. (UNESCO/BPI) |                                         |

| | Castelos e Muralhas do Rei Eduardo em Venedócia |
| Bem cultural inscrito em 1986. |                                                 |
| Localização: Gwynedd |                                                 |
| Situados no antigo principado de Gwynedd, na região norte do País de Gales, os catelos de Beaumaris e Harlech foram construídos por Jaime de São Jorge, o mais brilhante engenheiro militar de sua época. De igual modo, os recintos fortificados de Caernarfon e Conwy mantêm-se em estado de conversação admirável e constituem não somente um valioso testemunho da obra colonizadora e defensiva levada a cabo por Eduardo I de Inglaterra ao longo de seu reinado (1272-1307), como também um exemplo excepcional da arquitetura militar medieval. (UNESCO/BPI) |                                                 |

| | St Kilda |
| Bem natural inscrito em 1986, com extensões em 2004 e 2005. |          |
| Localização: Hébridas Exteriores |          |
| Este arquipélago vulcânico de paisagens espetaculares, formado pelas ilhas de Hirta, Dun, Soay e Boreray, faz frente às costas das Hébridas e possui algumas das mais altas falésias do continente europeu, onde vivem imensas colônias de espécies pouco comuns de aves marinhas em perigo de extinção, em particular fradinhos e gansos-patola. Despovoado em 1930, o arquipélago de Saint Kilda possui vestígios que atestam uma presença constante do homem nestas paisagens isoladas e inóspitas da região das Ilhas Hébridas Exteriores por mais de 2 mil anos. Entre tais vestígios, destacam-se os sistemas de exploração agrários denominados cleits e as tradicionais casas de pedra das Highlands, frágeis pegadas de um assentamento humano com economia de subsistência baseada na avicultura, agricultura e ovinocultura. (UNESCO/BPI) |          |

| | Desfiladeiro de Ironbridge |
| Bem cultural inscrito em 1986. |                            |
| Localização: Shropshire |                            |
| Símbolo mundialmente célebre da Revolução Industrial, a região mineira de Ironbridge apresenta todos os elementos – desde as minas até as locomotivas – que contribuíram para o auge industrial da região circunvizinha desde o século XVIII. Em suas cercanias, localiza-se o alto-forno de Coalbrookdale, construído em 1708, que traz à memória o descobrimento da fundição de coque. A ponte que dá nome à localidade – primeira de metal em todo o mundo – exerceu uma influência considerável na tecnologia e arquitetura de épocas posteriores. (UNESCO/BPI) |                            |

| | Calçada dos Gigantes |
| Bem natural inscrito em 1986. |                      |
| Localização: Antrim |                      |
| Aos pés das falésias fronteiriças ao planalto de Antrim, na Irlanda do Norte, a Calçada dos Gigantes, formada por 40 mil colunas de basalto, se une suavemente ao mar. Sua fantástica aparência têm inspirado lendas de gigantes que cruzaram o mar e chegaram até as costas da Escócia. Os estudos que têm como objeto estas formações geológicas nos últimos três séculos têm constribuído para o desenvolvimento das ciências da terra mostrando que esta paisagem espetacular foi originada pela atividade vulcânica cenozoica há 50 ou 60 milhões de anos. (UNESCO/BPI) |                      |

| | Catedral e Castelo de Durham |
| Bem cultural inscrito em 1986, modificado em 2008. |                              |
| Localização: Durham |                              |
| Construída entre o final do século XI e início do século XII para conservar as relíquias de São Cuteberto, evangelizador da Nortúmbria, e das de São Beda, o Venerável, a Catedral de Durham o mais esplêndido monumento da arquitetura normanda em Inglaterra, bem como um testemunho da importância das primeiras comunidades monásticas beneditinas neste país. A audácia inovadora de suas abóbadas prefigura a arte gótica. Por detrás da catedral, ergue-se o castelo, uma antiga fortaleza normanda que serviu de residência aos bispos-príncipes de Durham. (UNESCO/BPI) |                              |

| | Fronteiras do Império Romano |
| Bem cultural inscrito em 1987, estendido em 2005 e 2008. |                              |
| Localização: Alemanha/ Reino Unido |                              |
| Este sítio é composto por duas seções da fronteira do Império Romano (limes romanus) que datam de seu apogeu (século II) e se estendem por mais de 550 km pela Alemanha, seguindo sentido noroeste-sudeste até a região do Danúbio. O sítio foi inscrito como uma extensão da Muralha de Adriano (Reino Unido), que já figurava na Lista do Patrimônio Mundial desde 1987. O limes romanus possuía comprimento total de 5 mil km e cortava todo o continente deste a costa atlântica setentrional da Grã-Bretanha até o Mar Negro. Desde então, seu traçado se orientava ao Mar Vermelho para chegar pelo Norte da África até alcançar novamente a costa do Atlântico. As duas seções do limes abrigam vestígios de muralhas, fossos, fortes, citadelas, torres de vigia e habitações civis. Alguns destes elementos foram descobertos através de escavações arqueológicas ou foram reconstruídos, enquanto outros se perderam eternamente. A Muralha de Adriano, que possui comprimento de 118 km, é um notável exemplo da maneira em que se organizava uma zona militar na Roma Antiga. (UNESCO/BPI) |                              |

| | Cidade de Bath |
| Bem cultural inscrito em 1987. |                |
| Localização: Somerset |                |
| Fundada pelos romanos próximo a fontes termais, a cidade de Bath tornou-se um importante centro da produção de lã na Idade Média. No século XVIII, durante o reinado de Jorge III, transformou-se em uma elegante cidade de edifícios neoclássicos em estilo palladiano que se integram harmonicamente com o conjunto formado pelas termas romanas. (UNESCO/BPI) |                |

| | Palácio de Blenheim |
| Bem cultural inscrito em 1987. |                     |
| Localização: Oxfordshire |                     |
| Nas proximidades de Oxford, em meio a um parque romântico criado pelo célebre paisagista Capability Brown, ergue-se o Palácio de Blenheim doado pela nação inglesa a John Churchill, primeiro Duque de Marlborough, em reconhecimento à vitória que obteve sobre as tropas franco-bávaros em 1704. Construído entre 1705 e 1722, este palácio caracterizado por seu estilo eclético e um retorno às fontes inspiradoras de raízes nacionais, é um exemplar perfeito de residência principesca do século XVIII. (UNESCO/BPI) |                     |

| | Palácio, Abadia de Westminster e Igreja de Santa Margarida |
| Bem cultural inscrito em 1987, modificado em 2008. |                                                            |
| Localização: Londres |                                                            |
| Reconstruído a partir de 1840 na cercania de importantes vestígios medievais, o Palácio de Westminster é um exemplar eminente, coerente e completo do estilo neogótico. Este monumento forma um conjunto de grande significado histórico e simbólico com a célebre Abadia de mesmo nome – na qual têm sido coroados todos os soberanos britânicos desde o século XI – e a pequena igreja medieval de Santa Margarida, de estilo gótico perpendicular. (UNESCO/BPI) |                                                            |

| | Ilha Henderson |
| Bem natural inscrito em 1988. |                |
| Localização: Ilhas Pitcairn (Territórios Britânicos Ultramarinos) |                |
| Situada no Pacífico Oriental, a Ilha Henderson é um dos poucos atóis do mundo que conserva praticamente intactos seus ecossistemas. Sua condição isolada permite observar em boas condições a dinâmica da evolução das ilhas e a seleção natural das espécies. É particularmente importante por dez espécies endêmicas de plantas e quatro de aves terrestres. (UNESCO/BPI) |                |

| | Catedral de Cantuária, Abadia de Santo Agostinho e Igreja de São Martinho |
| Bem cultural inscrito em 1988. |                                                                           |
| Localização: Kent |                                                                           |
| Situada no condado de Kent, a pequena cidade de Cantuária é a sede da primazia da Igreja Anglicana. Seus monumentos mais importantes são: a humilde Igreja de São Martinho, a mais antiga da Inglaterra; as ruínas da Abadia de Santo Agostinho da Cantuária, que trazem à memória a missão evangelizadora empreendida por este no ano de 597 nos reinos da Heptarquia; e a soberba Igreja-Catedral de Cristo, cenário do assassinato do Arcebispo Thomas Becket no ano de 1170, cuja arquitetura abriga com incrível harmonia os estilos românico e gótico perpendicular. (UNESCO/BPI) |                                                                           |

| | Torre de Londres |
| Bem cultural inscrito em 1988. |                  |
| Localização: Londres |                  |
| Imponente fortaleza carregada de história, a Torre de Londres converteu-se com o tempo em um dos mais importantes símbolos da monarquia britânica. Foi erguida em torno da Torre Branca, construída por Guilherme, o Conquistador às margens do Tâmisa para proteger a cidade e consolidar seu poder. Esta edificação, modelo exemplar da arquitetura militar romana, exerceu uma grande influência sobre as construções defensivas em todo o reino. (UNESCO/BPI) |                  |

| | Ilhas Gonçalo Álvares e Inacessível |
| Bem natural inscrito em 1995, estendido em 2004. |                                     |
| Localização: Santa Helena, Ascensão e Tristão da Cunha (Territórios Britânicos Ultramarinos) |                                     |
| Situadas no Altântico Sul, a ilha de Gonçalo Álvares e a ilha Inacessível figuram entre os menos alterados ecossistemas insulares marinhos da zona temperada fria. Ambas as ilhas possuem imponentes falésias que se erguem como altas torres em meio ao oceano e abrigam uma das mais importantes colônias de pássaros do planeta. Além disto, apresentam a característica de não abrigar nenhum mamífero. A ilha de Gonçalo Álvares abriga doze espécies endêmicas de plantas e duas de aves terrestres: a galinhola e o rowettie de Gonçalo Álvares. Por sua vez, a Ilha Inacessível conta com duas espécies endêmicas de aves, oito de plantas e dez de invertebrados, no mínimo. (UNESCO/BPI) |                                     |

| | Cidade Velha e Cidade Nova de Edimburgo |
| Bem cultural inscrito em 1995. |                                         |
| Localização: Lothian |                                         |
| Capital escocesa desde o século XV, Edimburgo oferece a face duplicada de sua Cidade Antiga, dominada por uma fortaleza medieval, e de sua Cidade Nova, construída em estilo neoclássico a partir do século XVIII. O traçado desta última exerceu uma grande influência no urbanismo de outras cidades europeias. A abundância de edifícios de grande valor nestas zonas históricas tão distintas, assim como sua harmoniosa justaposição, conferem à cidade seu caráter único. (UNESCO/BPI) |                                         |

| | Greenwich Marítimo |
| Bem cultural inscrito em 1997. |                    |
| Localização: Londres |                    |
| O conjunto de edifícios de Greenwich, um subúrbio de Londres, e o parque no qual se encontram simbolizam os esforços artísticos e científicos da Inglaterra durante os séculos XVII e XVIII. A Queen's House - do arquiteto Inigo Jones - foi a primeira villa palladiana na Inglaterra, enquanto o complexo abrigou até pouco tempo a Real Escola Naval, foi projetado por Sir Christopher Wren. O parque, baseado em conceito original do paisagista francês André Le Nôtre, contém o antigo Observatório Real, com os trabalhos de Sir Christopher Wren e do cientista Robert Hooke. (UNESCO/BPI) |                    |

| | Coração Neolítico das Órcades |
| Bem cultural inscrito em 1999. |                               |
| Localização: Órcades |                               |
| O grupo de monumentos neolíticos da Ilhas Órcades compreende uma grande tumba com câmaras funerárias (Maeshowe), dois círculos de pedras cerimoniais (as Rochas de Stenness e o Círculo de Brodgar) e um local de povoamento (Skara Brae), assim como alguns sítios funerários, lugares cerimoniais e assentamentos humanos que todavia não foram explorados. Em seu conjunto, estes vestígios formam uma importante paisagem cultural pré-histórica, ilustrativa do modo de vida do homem neste remoto arquipélago do norte da Escócia há 5 mil anos. (UNESCO/BPI) |                               |

| | Cidade Histórica de Saint George e Fortificações Relacionadas, Bermudas |
| Bem cultural inscrito em 2000. |                                                                         |
| Localização: Bermudas |                                                                         |
| Fundada em 1612, a cidade de Saint George é um exemplo excepcional dos primeiros assentamentos urbanos ingleses no Novo Mundo. Suas fortificações são um vívido exemplo da evolução da engenharia militar inglesa entre os séculos XVII e XX, assim como de sua adaptação aos avanços da artilharia com o decorrer do tempo. (UNESCO/BPI) |                                                                         |

| | Paisagem Industrial de Blaenavon |
| Bem cultural inscrito em 2000. |                                  |
| Localização: Torfaen |                                  |
| A paisagem dos arredores de Blaenavon evidencia o papel preponderante desempenhado pela região do sul do País de Gales a nível mundial, ao longo do século XIX, na produção de ferro e carvão, já que todos os elementos necessários para esta podem ser encontrados no local: minas de ferra e hulha, caldeiras, uma rede ferroviária primitiva, fornos de fundição, casas de operários e vestígios da infraestrutura social da comunidade. (UNESCO/BPI) |                                  |

| | Moinhos do Vale do Derwent |
| Bem cultural inscrito em 2001. |                            |
| Localização: Derbyshire |                            |
| Situado na Inglaterra Central, o Vale do Derwent abriga várias fábricas de algodão que datam dos séculos XVIII e XIX e sua paisagem industrial oferece um grande interesse histórico e tecnológico. A indústria têxtil moderna teve sua origem nas manufaturas de Cromford, nas quais se aplicaram pela primeira vez as invenções de Richard Arkwright à produção em grande escala. As residências operárias e outros manufaturas conservam-se intactas e constituem um testeminho do desenvolvimento socioeconômico da região. (UNESCO/BPI) |                            |

| | Saltaire |
| Bem cultural inscrito em 2001. |          |
| Localização: West Yorkshire |          |
| Situado na região oeste do condado de Yorkshire, Saltaire é um povoado industrial construído na segunda metade do século XIX que têm se conservado íntegro e em bom estado. Suas fábricas têxteis, edifícios públicos e residências operárias se destacam pelo estilo harmonioso e grande qualidade arquitetônica. Seu traçado urbanístico permaneceu intacto em seu conjunto e oferece uma imagem vívida da aplicação das ideias do paternalismo filantrópico na Era vitoriana. (UNESCO/BPI) |          |

| | New Lanark |
| Bem cultural inscrito em 2001. |            |
| Localização: South Lanarkshire |            |
| Situada numa magnífica paragem da Escócia, a pequena aldeia de New Lanark foi o local onde o filantropo utópico Robert Owen estabeleceu uma comunidade industrial modelo no início do século XIX. As imponentes construções das manufaturas têxteis, as espaçosas e bem projetadas residências dos operários, o digno edíficio do instituro de educação e a escola são, todavia, testamentos do ideal humanista que inspirou a ação de Owen. (UNESCO/BPI) |            |

| | Reais Jardins Botânicos de Kew |
| Bem cultural inscrito em 2003. |                                |
| Localização: Grande Londres |                                |
| Estes jardins constituem um verdadeira paisagem histórica, cujos elementos são ilustrativos das distintas etapas pelas quais passou a arte paisagística entre os séculox XVIII e XX. As coleções botânicas de Kew, integradas por documentos e plantas conservadas ou vivas, foram enriquecidas consideravelmente ao longo dos séculos. Desde sua criação em 1759, estes jardins prestaram uma contribuição contínua e importante ao estudo da diversidade das plantas, assim como suas aplicações econômicas. (UNESCO/BPI) |                                |

| | Paisagem Mineira da Cornualha e de Devon Ocidental |
| Bem cultural inscrito em 2006. |                                                    |
| Localização: Cornualha / Devon |                                                    |
| A paisagem do Condado de Cornualha e do oeste do Condado de Devon sofreu uma grande transformação no século XVIII e início do XIX, devido ao rápido auge da exploração de cobre e estanho. Os profundos poços mineiros, as oficinas, as fundações, as cidades novas, as pequenas propriedades e os portos e indústrias anexos refletem o prolífico e inovador espírito que impulsionou o desenvolvimento industrial da região, onde se produzia 2/3 do cobre mundial no século XIX. Os numerosos vestígios industriais dão conta da contribuição de ambos os condados à Revolução Industrial no restante da Grã-Bretanha, assim como a influência decisiva desta região no mundo minerador. A tecnologia da Cornualha - máquinas, edifícios industriais e equipamentos de mineração - expandiu-se pelo mundo inteiro. Cornualha e o oeste de Devon foram motores da rápida difusão da tecnologia mineradora. (UNESCO/BPI) |                                                    |

| | Canal e Aqueduto Pontcysyllte |
| Bem cultural inscrito em 2009. |                               |
| Localização: Wrexham |                               |
| O Canal de Pontcysyllte, que corta o nordeste do País de Gales por 18 km, é uma autêntica proeza da engenharia civil da Revolução Industrial. Sua construção, que remonta ao início do século XIX, exigiu superar importantes obstáculos geográficos e realizar importantes e audazes obras de engenharia, já que foi construído sem nenhuma sustentação. A ponte-canal, projetada pelo célebre engenheiro Thomas Telford, é uma obra precursora tanto pela tecnologia empregada, como por sua monumental arquitetura metálica. O recurso simultâneo do ferro fundido e forjado permitiu a construção de arcos breves e resistentes, que dão à ponte-canal um aspecto imponente e elegante. O sítio foi inscrito na lista do Patrimônio Mundial na qualidade de obra-prima do gênio criativo humano, assim como síntese notável dos conhecimentos técnicos da Europa à época. Com sua inscrição, se reconhece também seu caráter de conjunto inovador que inspirou muitos outros projetos de engenharia no mundo inteiro. (UNESCO/BPI) |                               |

| | Ponte sobre o Rio Forth |
| Bem cultural inscrito em 2015. |                         |
| Localização: Fife |                         |
| Esta ponte ferroviária que cruza o estuário do rio Forth na Escócia é a maior ponte multi-estaiada de mísula do mundo. Foi inaugurada em 1890 e continua transportando passageiros e carga. Sua distintiva estética industrial é resultado da união de componentes estruturais de maneira direta e discreta. Inovadora em estilo, material e escala, a Ponte do Forth é um importante feito na concepção de pontes e construção durante o período em que os trens passaram a dominar as viagens de longa distância. (UNESCO/BPI) |                         |

| | Grandes cidades termais da Europa |
| Bem cultural inscrito em 2021. |                                   |
| Localização: Auvergne-Rhône-Alpes |                                   |
| Este bem é compartilhado com: Alemanha, Áustria, Bélgica, Chéquia, Itália e Reino Unido. |                                   |
| Este site transnacional abrange as famosas estâncias balneares localizadas em onze cidades de sete países europeus: Baden bei Wien (Áustria); Spa (Bélgica); Františkovy Lázně, Karlovy Vary e Mariánské Lázně (Chéquia); Vichy (França); Bad Ems, Baden-Baden e Bad Kissingen (Alemanha); Montecatini Terme (Itália) e Cidade de Bath (Reino Unido). O desenvolvimento de todas essas localidades deveu-se à existência de nascentes de água mineral em seus territórios, bem como ao auge das curas termais na Europa desde o início do século XVIII até a terceira década do século XX. Daí a criação de grandes centros termais para um público internacional abastado, o que influenciou a sua estrutura urbana porque a vida da cidade se organizou em torno dos edifícios e estâncias ("kurhaus" e "kursaal", em alemão) dedicados às terapias termais. Construídos com suntuosas colunatas, galerias e salas, esses edifícios foram projetados para incentivar a prática do banho e o consumo de águas minerais, e também para explorar o seu potencial econômico. As estâncias termais criaram ainda inúmeros jardins, salas de conferências, casinos, teatros, hotéis, residências mansões e infraestruturas especificamente destinadas à condução de águas termais. Todas as construções foram integradas em complexos urbanos de grande beleza paisagística, zelosamente organizados para a administração de terapias e a realização de atividades recreativas. O conjunto desses spas é representativo da importância da troca de valores humanos, bem como da evolução da ciência, da medicina e da balneoterapia. (UNESCO/BPI) |                                   |

| | Paisagem de ardósia do Noroeste de Gales |
| Bem cultural inscrito em 2021. |                                          |
| Localização: Gales do Norte |                                          |
| A paisagem de ardósia do noroeste do País de Gales ilustra a transformação que a mineração industrial de ardósia provocou no cenário rural tradicional das montanhas e vales do maciço de Snowdon. O território, que se estende do alto da serra até a costa marítima, apresentava oportunidades exploradas e limitações superadas pela industrialização em larga escala empreendida por proprietários de terras e investidores de capital, que reconfiguraram a paisagem agrícola em pólo. Indústria de produção de ardósia durante a Revolução Industrial (1780-1914). O sítio serial é composto por seis componentes, cada um dos quais inclui pedreiras e minas relíquias, sítios arqueológicos relacionados ao processamento industrial de xisto, assentamentos históricos, tanto vivos quanto remanescentes, jardins históricos e grandes casas de campo, portos e docas, e sistemas ferroviários e rodoviários que ilustram as ligações funcionais e sociais da paisagem industrial relíquia da ardósia. O local foi internacionalmente importante não apenas para a exportação de ardósia, mas também para a exportação de tecnologia e mão de obra qualificada desde a década de 1780 até o início do século XX. Este setor teve um papel preponderante e foi modelo para outras pedreiras de ardósia em diferentes partes do mundo. Ele oferece um exemplo importante e notável de troca de materiais, tecnologia e valores humanos. (UNESCO/BPI) |                                          |

| Turfeiras típicas do Flow Country, em Caithness. | Flow Country |
| Turfeiras típicas do Flow Country, em Caithness. | Bem natural inscrito em 2024. |
| Turfeiras típicas do Flow Country, em Caithness. | Localização: Terras Altas |
| Turfeiras típicas do Flow Country, em Caithness. | A propriedade serial, localizada nas Terras Altas Escocesas, é considerada um dos mais proeminentes exemplares de paisagem de turfeira ainda ativa. Este ecossistema de turfeira, que têm se acumulado nos últimos nove mil anos, provê uma diversidade de habitats para uma distinta combinação de espécies de pássaros e apresenta uma marcante diversidade de animais não encontrados em nenhum lugar da Terra. As turfeiras desempenham um papel importante no armazenamento de carbono e o processo de formação de turfas da propriedade continua a capturar carbono em grande quantidade, representando uma fonte significativa de pesquisa e educação. (UNESCO/BPI) |

## Lista Indicativa
Em adição aos sítios inscritos na Lista do Patrimônio Mundial, os Estados-membros podem manter uma lista de sítios que pretendam nomear para a Lista de Patrimônio Mundial, sendo somente aceitas as candidaturas de locais que já constarem desta lista. Desde 2012, o Reino Unido possui 8 locais na sua Lista Indicativa.
| “ | Chatham se situa no Medway de Kent, ao sul do estuário do Tâmisa. Em meados do século XX, foi a principal base da frota da Marinha Real e o crescente receio de invasões (após a tentativa belga de 1667) levou ao significante investimento em defesas terrestres. O Forte Amherst e as Linhas de Chatham - uma grande rede de diques, túneis, armazenagens subterrâneas, acampamentos e estocagens de armas - foram iniciadas em 1756. | ” |

| “ | Creswell Crags é um desfiladeiro de calcário localizado dentro das Terras Altas centrais da Inglaterra, onde um complexo de cavernas preserva evidências internacionalmente únicas demonstrando como as populações pré-históricas primitiva viviam nos limites extremos do norte de seu território durante a Última Era Glacial (Pleistoceno Tardio). | ” |

| “ | O sítio indicado ao Patrimônio Mundial é a área utilizada por Charles Darwin por quarenta anos para desenvolver e demonstrar sua teoria da evolução através do estudo de plantas e animais em cenários natural e sob a gerência humana. Ele viveu aqui desde 1842, usando sua casa e propriedade como estação de pesquisa científica. | ” |

| “ | Flow Country é amplamente considerado a maior área de pântanos cobertos do mundo. Junto com áreas associadas de brejos e águas abertas é de importância internacional como habitat de uma gama diversa de espécies de pássaros raros. | ” |

| “ | Santa Helena se situa no Atlântico Sul a mais de 1.200 milhas do nordeste da costa. Previamente inabitada, foi descoberta e ocupada pelos portugueses em 1502. Desde 1659, têm sido uma possessão britânica, exceto no curto intervalo belga de 1673. | ” |

| “ | A Idade do Ferro na Europa foi uma época de mudanças culturais e arquitetônicas dramáticas. Os habitantes de Shetland da Idade do Ferro, uma paisagem em grande parte sem árvores, foram forçados a construir suas construções em pedra. As estruturas de pedra seca resultantes são o zênite da realização arquitetônica pré-histórica no norte da Europa. | ” |

| “ | O Mosteiro Geminado de Wearmouth-Jarrow foi fundado no século VII d.C. como um mosteiro gêmeo destinado, por seu criador Benedict Biscop, a funcionar como uma organização. O mosteiro tinha dois focos litúrgicos: São Pedro, em Wearmouth (fundado em 672/3), e São Paulo, em Jarrow (adicionado em 681), em torno do qual estavam as terras de suas extensas propriedades monásticas. | ” |

| “ | As Ilhas Turks e Caicos são um grupo de mais de 40 ilhas e cayos. As condições extremamente quentes e secas levaram à produção natural de sal no interior das ilhas, levando a uma das primeiras e maiores indústrias internacionais de sal nas Américas. Os pequenos cayos são importantes para a reprodução de aves marinhas, e répteis endêmicos, invertebrados e plantas. As zonas úmidas são globalmente importantes para as aves costeiras. | ” |

## Sítios removidos
A Organização das Nações Unidas para a Educação, a Ciência e a Cultura (UNESCO), através do seu órgão interno Comité do Património Mundial, pode eventualmente retirar a designação de um local ou bem como Patrimônio da Humanidade, modificar sua extensão territorial ou os componentes desta designação e ainda, por fim, remover totalmente um sítio da Lista do Patrimônio Mundial. Tais medidas são contempladas pela organização mediante constantes ameaças à integridade e preservação do bem designado e sua permanência inalterada na Lista do Patrimônio Mundial em perigo. Desde 2021, o Reino Unido conta um sítio removido oficialmente da Lista do Patrimônio Mundial:
| | Cidade Mercantil Marítima de Liverpool |
| Bem cultural inscrito em 2004, removido em 2021. |                                        |
| Localização: Merseyside |                                        |
| Este sítio inclui seis setores do centro histórico e da zona portuária da cidade de Liverpool, que patenteiam a história do desenvolvimento de um dos mais importantes centros do comércio marítimo mundial nos séculos XVIII e XIX. A cidade de Liverpool não só desempenhou um papel importante na prosperidade do Império Britânico, mas também se tornou o principal ponto de trânsito para toda uma série de movimentos humanos em massa para a América: o comércio de escravos e a emigração das populações da Europa Setentrional. Liverpool também foi uma cidade pioneira na criação de tecnologias e métodos de gestão portuária, bem como sistemas de transporte modernos. O local compreende um grande número de edifícios comerciais, civis e públicos importantes, especialmente aqueles no local do planalto de St. George. (UNESCO/BPI) |                                        |